# SWATH brod
SWATH brod (engl. Small Waterplane Area Twin Hull) je brod načinjen s dva trupa tako da se smanjuje obujam trupa na razini morske površine. Smanjujući obujam, gdje se stvara jačina vala, plovilo postaje vrlo stabilno, čak kod visokih valova i pri velikim brzinama. Princip smještanja većeg dijela istisnine broda pod vodu je sličan po principu podmornicama, na koje također ne utječe jačina valova.
SWATH se prvi puta upotrijebio u 1960-ima i 1970-ima kao evolucija dizajnu katamarana za korištenje u svrhu oceanografskih istraživačkih brodova ili za spašavanje podmornica. Evolucijom oba napravljen je vrlo brzi neljuljajući hidrozračni brod.

## Ostale poveznice
- en:Catamaran
- en:Multihull

## Vanjske poveznice
- Usporedba katamarana, SWATH-a i hidrozračnog broda[neaktivna poveznica]